# 沈金鉴
沈金鉴（1875年—1926年），字叔詹、叙詹，浙江吴兴人。中华民国政治人物。

## 生平
由附貢生，七品小京官，截取同知，分發直隸，此后他曾担任直隶海運局会办、天津河防同知、遼陽州知州、天津府知府，天津保甲总办、北洋巡警学堂总办、奉天新民府知府、京师地方审判厅推事等。1909年时出任安徽安庆审判厅代理厅丞，后又任安徽提法使。
中华民国成立后，他任京師地方行政講習所所長。1914年他升任順天府尹。同年10月，順天府改为京兆府，他任京兆尹。1915年9月，他任湖南巡按使，当时的湖南都督为湯薌銘。1915年12月，袁世凯称帝，他获封一等男。護國戰争中，因反袁独立遲緩，湯薌銘遭到省内群起反對，1916年（民国5年）被迫下野。沈金鑑也同時下野。1920年（民国9年）6月，他任浙江省省長，任至1922年（民国11年）10月。1926年于浙江省湖州市逝世。